# Senterungdommen
Senterungdommen (deutsch: Zentrumsjugend) ist die Jugendorganisation der norwegischen Partei Senterpartiet (Sp). Sie wurde 1949 gegründet. Seit November 2022 ist Andrine Hanssen-Seppola die Vorsitzende der Senterungdommen.

## Geschichte
Der Verband wurde am 14. März 1949 als Bygdefolkets Ungdomsfylking gegründet. Sverre Vaule wurde der erste Vorsitzende. Den von der Mutterpartei (damals Bondepartiet, also Bauernpartei) abweichenden Namen begründete man zunächst damit, dass sich diese in Bygdepartiet umbenennen solle. Nachdem sich die Partei 1959 schließlich in Senterpartiet umbenannte, änderte die Jugendorganisation im Jahr 1962 ihren Namen zu Senterungdommens Landsforbund (deutsch: Landesverband der Zentrumsjugend). Nach der ersten Volksabstimmung über einen Beitritt Norwegens in die Europäische Gemeinschaft (EG) im Jahr 1972 erreichte die Partei mit etwa 6000 Mitgliedern höchsten Mitgliederzahlen.
Über die Osloer Studentengruppe der Jugendorganisation kamen viele bedeutende Senterpartiet-Politiker in die Partei. So unter anderem Eivind Reiten, Marit Arnstad und Trygve Slagsvold Vedum. Von 2010 bis 2020 stieg die Zahl der Mitglieder von 809 auf 1325 an.

## Positionen
Die Senterungdommen selbst verortet sich im Zentrum des politischen Spektrums und bezeichnet sich als nicht-sozialistisch. Sie spricht sich wie ihre Mutterpartei gegen Zentralismus aus und strebt einen Austritt Norwegens aus dem Europäischen Wirtschaftsraum (EWR) an. Die Organisation sieht sich außerdem als Unterstützer des norwegischen Königshauses.
Im Bereich der Landwirtschaft trat sie gegen die Abschaffung der Pelztierzucht in Norwegen ein. Die Jugendpartei spricht sich außerdem für höhere Preise für landwirtschaftliche Produkte aus Norwegen aus. Des Weiteren strebt sie einen Auslauf der norwegischen Erdöl- und Erdgasgewinnung an. Stattdessen sollten erneuerbare Energien stärker finanziell gefördert werden. Die Senterungdommen forderte im Juni 2020 im Bereich der Klimapolitik radikalere Maßnahmen als ihre Mutterpartei.

## Bekannte Vorsitzende
- 1979–1981: Eivind Reiten, späterer Minister
- 1986–1987: Marit Arnstad, spätere Ministerin
- 1996–1998: Bjørn Arild Gram, späterer Minister
- 1998–2000: Sigbjørn Gjelsvik, späterer Minister
- 2000–2002: Anne Beathe Tvinnereim, spätere Ministerin
- 2002–2004: Trygve Slagsvold Vedum, späterer Senterpartiet-Vorsitzender und Minister
- 2011–2013: Sandra Borch, spätere Ministerin